# Hirapur
Hirapur fou un estat tributari protegit de l'Índia, un dels thakurats garantits a l'agència de Bhopal. La seva població el 1881 era de 963 habitants. En aquest any era sobirà Rao Chhatar Singh, el qual, per l'ús de les seves terres, rebia un subsidi de Holkar (Indore) de 333 lliures, un de Gwalior de 291 lliures i un del principat de Bhopal de 20 lliures; o sigui, en total, 644 lliures. Hirapur i Ahirvas les posseeïa com istimrari amb una renda de 60 lliures. Del govern britànic rebia una pensió de 218 lliures a l'any. La capital era Hirapur, avui al districte de Balaghat a Madhya Pradesh (població el 2001: 5639 habitants) situada a 21° 32′ N, 79° 46′ E / 21.53°N,79.77°E.